# Bart Beks
Bart Beks (* 4. Juli 1973) ist ein ehemaliger niederländischer Tennisspieler.

## Karriere
Beks spielte nicht auf der Junior Tour. Er spielte ab 2003 das erste Mal regelmäßig Profiturniere. Schnell zeigte sich, dass seine Talente vor allem im Doppel liegen. Im Einzel kam er in seiner Karriere nie über Platz 595 der Weltrangliste hinaus. Auf der drittklassigen ITF Future Tour stand er im Einzel acht Mal im Halbfinale, zweimal erreichte er das Endspiel, ohne je ein Turnier zu gewinnen. Auf der ATP Challenger Tour gewann er insgesamt nur zwei Matches.
In der Doppelkonkurrenz gewann Beks 2002 seinen ersten Future-Titel, dem er 2003 zwei weitere folgen ließ. Dieses Jahr beendete er auch erstmals in den Top 500 der Doppel-Rangliste. Das Jahr 2004 wurde deutlich erfolgreicher für ihn. Fünf weitere Future-Titel gewann er, sodass seine Platzierung auch für die Teilnahme an Challengers ausreichte. In Aschaffenburg, Banja Luka und Mailand zog er die ersten drei Male ins Halbfinale auf dieser Ebene ein, womit er das Jahr auf Platz 212 beendete. 2005 spielte Beks fast ausschließlich Challengers und zog in seine ersten zwei Endspiele ein. Mit Martijn van Haasteren verlor er das Endspiel von Dresden und mit Matwé Middelkoop unterlag er in Barcelona. Im August 2005 verbesserte sich Beks auf sein Karrierehoch von Platz 174.
Noch bis Mitte 2008 hielt er sich in den Top 200 des Doppels. Vier weitere Male zog er in ein Challenger-Endspiel ein: Tunis, 2007 in Chiasso und Guayaquil sowie 2008 in Alphen. Einzig in Chiasso holte er auch den Titel an der Seite von Middelkoop. Zwei weitere Future-Titel ließen seine Karrierebilanz auf zehn Titel steigen. Bei drei Gelegenheiten war Beks auf der ATP Tour aktiv – 2006 in ’s-Hertogenbosch, 2007 in Båstad und 2008 in Amersfoort; bei keinem der Turniere gelang ihm mit seinem Partner ein Matcherfolg. Nach dem Turnier in Alphen 2008 beendete Beks seine Karriere mit 35 Jahren.
Nach seiner Profikarriere nahm Beks an Turnieren der ITF Senior Tour teil. In der U40-Altersgruppe wurde er 2016 die Nummer 1, ein Jahr zuvor in der U45-Gruppe die Nummer 2. Auch im Doppel und Mixed-Doppel gelangen ihm Top-10-Platzierungen.

## Erfolge
| Legende (Anzahl der Siege) |
| Grand Slam                 |
| ATP Finals                 |
| ATP Tour Masters 1000      |
| ATP Tour 500               |
| ATP Tour 250               |
| ATP Challenger Tour (1)    |

### Doppel

#### Turniersiege
| Nr. | Datum          | Turnier | Belag | Partner          | Finalgegner                         | Ergebnis  |
| --- | -------------- | ------- | ----- | ---------------- | ----------------------------------- | --------- |
| 1.  | 15. April 2007 | Chiasso | Sand  | Matwé Middelkoop | Teodor-Dacian Crăciun Victor Crivoi | 7:62, 7:5 |